# Região Sudeste

Região Sudeste in Brasilien

Die Região Sudeste (portugiesisch für Region Südost) ist eine von fünf statistischen Großregionen Brasiliens. Sie umfasst die vier Bundesstaaten Minas Gerais, Espírito Santo, Rio de Janeiro und São Paulo.

## Bundesstaaten
| Bundesstaat    | Hauptstadt     | Einwohner  | Fläche      | Gemeinden |
| -------------- | -------------- | ---------- | ----------- | --------- |
| Minas Gerais   | Belo Horizonte | 20.869.101 | 586.519 km² | 853       |
| Espírito Santo | Vitória        | 3.839.366  | 46.184 km²  | 78        |
| Rio de Janeiro | Rio de Janeiro | 15.993.583 | 43.909 km²  | 92        |
| São Paulo      | São Paulo      | 41.252.160 | 248.808 km² | 645       |

## Kennzahlen
Die Região Sudeste macht mit 927.286 km² etwa 10,85 % der Fläche Brasiliens aus; sie ist damit die zweitkleinste der fünf Regionen. Die Bevölkerung wurde 2014 auf 85.115.623 geschätzt, was einem Anteil von etwa 42 % an der Gesamtbevölkerung Brasiliens entspricht.

## Bedeutung
Mit São Paulo und Rio de Janeiro liegen die größte und die zweitgrößte Stadt Brasiliens in der Região Sudeste. Die Stadt São Paulo ist das wichtigste Wirtschafts- und Finanzzentrum des Landes, sie ist auch der größte deutsche Industriestandort außerhalb Deutschlands.
Der Anteil des Bundesstaates São Paulo am brasilianischen Bruttoinlandsprodukt wird mit einem Drittel angegeben. Laut Handelsblatt lag sein Anteil an der industriellen Wertschöpfung 2008 bei 40 %. Die ABC-Region wird als die Wiege der brasilianischen Automobilindustrie bezeichnet. 2014 wurden über 70 % aller Fahrzeuge in der Região Sudeste produziert.